# Сенльє
Сенльє (гал. Cenlle, ісп. Cenlle) — муніципалітет в Іспанії, у складі автономної спільноти Галісія, у провінції Оренсе. Населення — 1431 осіб (2009).
Муніципалітет розташований на відстані близько 420 км на північний захід від Мадрида, 18 км на захід від Оренсе.
Муніципалітет складається з таких паррокій: А-Барка-де-Барбантес, Сенльє, Еспосенде, Лайяс, Осмо, А-Пена, Расамонде, Садурнін, Трасаріс, Вілар-де-Рей.

## Демографія
Динаміка населення (INE ):

## Галерея зображень

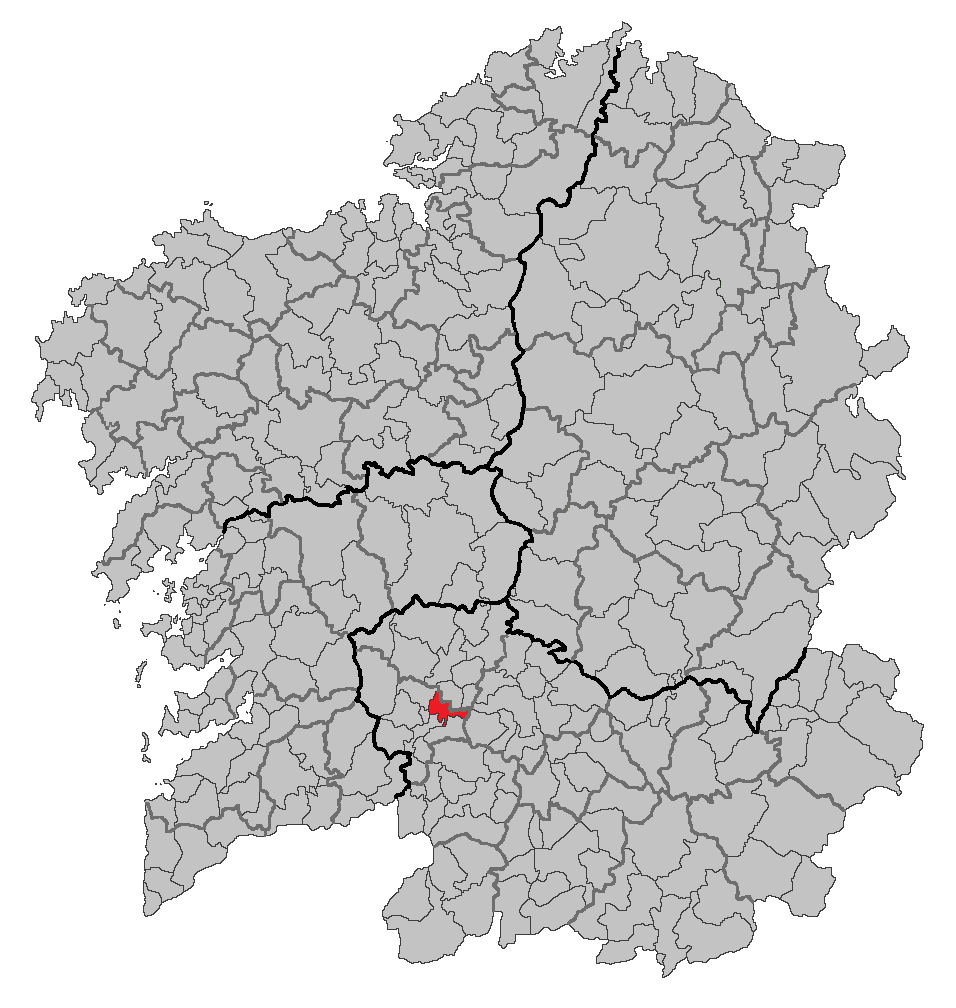
Розташування муніципалітету